# Джамбайский район
Джамбайский район (тума́н; узб. Jomboy tumani / Жомбой тумани) — район в Самаркандской области Узбекистана. Административный центр — город Джамбай.

## История
Джамбайский район был образован в 1930-е годы. В 1938 году вошёл в состав Самаркандской области. Упразднён в 1963 году, восстановлен в 1970 году.

## Административно-территориальное деление
По состоянию на 1 января 2011 года, в состав района входят:
- Город

1. Джамбай.

- 5 городских посёлков:

1. Газира,
2. Дехканабад,
3. Каттакишлак,
4. Хужа,
5. Эски Джамбай.

- 8 сельских сходов граждан:

1. Дехканабад,
2. Джамбай,
3. Джурият,
4. Кангли,
5. Карамуюн,
6. Кунград,
7. Холвай,
8. Шеркурган.

## Достопримечательности
Одним из паломнических мест является мемориальный комплекс Шейх Худайдод Вали, состоящий из мавзолея и мечети.